# 乔迪·肯尼
乔迪·肯尼（英語：Jodie Kenny，1987年8月18日—），旧姓舒尔茨（Schulz），澳大利亚女子曲棍球运动员。她曾代表澳大利亚参加2014年和2018年英联邦运动会曲棍球比赛，获得一枚金牌和一枚银牌。